# キプロス・プードル
キプロス・プードル（英: Cyprus Poodle）は、キプロス原産のテリア犬種である。その名の通り、プードルの血も引いている。

## 歴史
キプロスでは一般的な犬種だが、他国ではほとんど知られていない珍しい作業犬である。扱いやすい地中猟犬を作り出すためにミニチュア・プードルにさまざまなテリア犬種を交配させる事で作出された。プードルの飼育のしやすさとワーキング・テリアの狩猟本能を併せ持つ犬種で、ほとんどが作業犬として使われているが、時にはペットとして飼われる場合もある。ただし、「プードルの皮を被った猟犬」といわれることもあるほど狩猟本能が高いため、めったにペットとして飼われることは無い。近年の世界的なプードル人気によって欧米諸国などに注目されたが、あまり輸入がされていないのはそのためである。

## 特徴
外見はよくプードルに似るが、通常のプードルでは存在しない2色の毛色をしているのが普通である。プードルのような抜けにくく臭いの少ない巻き毛で、毛色はホワイト・アンド・ブラックやホワイト・アンド・ブラウンなどがある。垂れ耳・垂れ尾でアゴの力が強く、中型犬サイズ。テリアなので穴を掘るのが大好きで、性格は人懐こく知的である。しかし、狩猟本能が高く、齧歯目の動物やアナグマなどを見かけると襲い掛かるため、飼育する際には絶対に近づけてはいけない。

## 参考
英語版記事20:43, 10 October 2008版